# VM i skak 1927
VM i skak 1927 var en match mellem den regerende mester, José Raúl Capablanca fra Cuba, og udfordreren, den i Frankrig bosatte russer Alexander Aljechin. Matchen blev afviklet i Buenos Aires, Argentina fra 16. september til 29. november 1927. Vinderen af matchen var den, der nåede først til seks sejre. Matchen blev den længste match om verdensmesterskabet indtil da, idet den varede 34 partier. Aljechin overtog overraskende skaktronen med en sejr på 6 – 3 (25 remis).

## Baggrund
Ved den internationale turnering i London i 1922 havde en stribe af tidens stærkeste spillere – Capablanca, Aljechin, Efim Bogoljubov, Géza Maróczy, Richard Réti, Akiba Rubinstein, Savielly Tartakower og Milan Vidmar – skrevet under på de såkaldte "London regler", som angav betingelser for en kommende VM-match, bl.a.:
- En udfordrer skulle i to omgange stille en garanti på 500 dollars som beskyttelse mod en aflysning.
- En udfordrer skulle finde finansiel opbakning til en præmiepulje på minimum 10.000 dollars.
- Præmiepuljen skulle uddeles efter denne nøgle: 20 pct. gik til verdensmesteren for at stille op, mens de resterende 80 pct. skulle fordeles med 60 pct. til vinderen og 40 pct. til taberen.
- Der skulle spilles først til seks gevinster (remis talte ikke).
- Verdensmesteren skulle have ret til en omkamp efter samme betingelser, hvis han tabte.

En række af tidens stærke spillere forsøgte at udfordre Capablanca, men kunne ikke få finansieringen på plads. Rubinstein i 1922 og Aron Nimzowitsch i 1923 gik begge glip af en VM-match, fordi de ikke kunne stille de 1.000 dollars i sikkerhed, som London reglerne krævede.
Alexander Aljechin gik mere målrettet til værks og stillede bl.a. op til simultanopvisninger både almindelige og blindskak, hvor han to gange satte rekord i antal spillede partier, for at rejse penge. Han spillede også mange internationale turneringer og fra 1921 til 1927 blev han i 20 turneringer ikke dårligere end nr. tre og vandt 12 af dem.
Capablanca mente dog at Nimzowitsch havde førsteret til udfordringen, men da denne i januar 1927 stadig ikke havde kunnet rejse de nødvendige penge, accepterede han en match, som blev finansieret af forretningsfolk fra den argentinske skakklub i Buenos Aires med opbakning fra den argentinske præsident.

## Matchregler
Angiveligt fulgte man London reglerne angivet ovenfor, men siden er der flere gange blevet henvist til muligheden for, at matchen kunne ende uafgjort 5 – 5. Ifølge skakhistorikeren Edward Winter er det mest sandsynlige, at der ikke har været en regel, men at man måske har talt om muligheden for at afbryde matchen og erklære den uafgjort for senere at spille en omkamp.

## Styrkeforholdet inden matchen
Capablanca var kæmpefavorit. En stærk spiller som Rudolf Spielmann mente ikke, at Aljechin ville vinde ét parti, Vidmar mente ikke, at han havde "skyggen af en chance", mens Efim Bogoljubov var mere optimistisk og mente, at han kunne vinde tre.
Godt nok havde Aljechin en flot stribe af turneringssejre og gode placeringer, men i de fire turneringer, hvor de havde mødt hinanden, var Capablanca sluttet foran Aljechin hver gang. Desuden havde han en ensidig statistik på sin side i de indbyrdes partier: fem sejre, syv remis og ingen tab.
Den sidste turnering før matchen var i New York i 1927, en turnering med seks af tidens stærkeste spillere, der udover Capablanca og Aljechin omfattede Nimzowitsch, Vidmar, Spielmann og Frank Marshall, hvor hver spiller mødte hinanden fire gange. Capablanca vandt med 2½ points forspring til Aljechin og vandt et af deres fire indbyrdes partier, mens resten blev remis.

## Matchresultat
| VM matchen Capablanca - Aljechin, 1927 | VM matchen Capablanca - Aljechin, 1927 | VM matchen Capablanca - Aljechin, 1927 | VM matchen Capablanca - Aljechin, 1927 | VM matchen Capablanca - Aljechin, 1927 | VM matchen Capablanca - Aljechin, 1927 | VM matchen Capablanca - Aljechin, 1927 | VM matchen Capablanca - Aljechin, 1927 | VM matchen Capablanca - Aljechin, 1927 | VM matchen Capablanca - Aljechin, 1927 | VM matchen Capablanca - Aljechin, 1927 | VM matchen Capablanca - Aljechin, 1927 | VM matchen Capablanca - Aljechin, 1927 | VM matchen Capablanca - Aljechin, 1927 | VM matchen Capablanca - Aljechin, 1927 |
| Parti                                  | Dato (1927)                            | Hvid                                   | Sort                                   | Resultat                               | I alt Capablanca                       | I alt Aljechin                         | -                                      | Parti                                  | Dato (1927)                            | Hvid                                   | Sort                                   | Resultat                               | I alt Capablanca                       | I alt Aljechin                         |
| -------------------------------------- | -------------------------------------- | -------------------------------------- | -------------------------------------- | -------------------------------------- | -------------------------------------- | -------------------------------------- | -------------------------------------- | -------------------------------------- | -------------------------------------- | -------------------------------------- | -------------------------------------- | -------------------------------------- | -------------------------------------- | -------------------------------------- |
| 1                                      | 16. september                          | Capablanca                             | Aljechin                               | 0 – 1                                  | 0                                      | 1                                      | -                                      | 18                                     | 20. oktober                            | Aljechin                               | Capablanca                             | ½ – ½                                  | 2                                      | 3                                      |
| 2                                      | 20. september                          | Aljechin                               | Capablanca                             | ½ – ½                                  | 0                                      | 1                                      | -                                      | 19                                     | 22. oktober                            | Capablanca                             | Aljechin                               | ½ – ½                                  | 2                                      | 3                                      |
| 3                                      | 21. september                          | Capablanca                             | Aljechin                               | 1– 0                                   | 1                                      | 1                                      | -                                      | 20                                     | 24. oktober                            | Aljechin                               | Capablanca                             | ½ – ½                                  | 2                                      | 3                                      |
| 4                                      | 23. september                          | Aljechin                               | Capablanca                             | ½ – ½                                  | 1                                      | 1                                      | -                                      | 21                                     | 26. oktober                            | Capablanca                             | Aljechin                               | 0 – 1                                  | 2                                      | 4                                      |
| 5                                      | 27. september                          | Capablanca                             | Aljechin                               | ½ – ½                                  | 1                                      | 1                                      | -                                      | 22                                     | 28. oktober                            | Aljechin                               | Capablanca                             | ½ – ½                                  | 2                                      | 4                                      |
| 6                                      | 30. september                          | Aljechin                               | Capablanca                             | ½ - ½                                  | 1                                      | 1                                      | -                                      | 23                                     | 1. november                            | Capablanca                             | Aljechin                               | ½ – ½                                  | 2                                      | 4                                      |
| 7                                      | 1. oktober                             | Capablanca                             | Aljechin                               | 1 – 0                                  | 2                                      | 1                                      | -                                      | 24                                     | 3. november                            | Aljechin                               | Capablanca                             | ½ – ½                                  | 2                                      | 4                                      |
| 8                                      | 3. oktober                             | Aljechin                               | Capablanca                             | ½ – ½                                  | 2                                      | 1                                      | -                                      | 25                                     | 5. november                            | Capablanca                             | Aljechin                               | ½ – ½                                  | 2                                      | 4                                      |
| 9                                      | 5. oktober                             | Capablanca                             | Aljechin                               | ½ – ½                                  | 2                                      | 1                                      | -                                      | 26                                     | 8. november                            | Aljechin                               | Capablanca                             | ½ – ½                                  | 2                                      | 4                                      |
| 10                                     | 6. oktober                             | Aljechin                               | Capablanca                             | ½ – ½                                  | 2                                      | 1                                      | -                                      | 27                                     | 9. november                            | Capablanca                             | Aljechin                               | ½ – ½                                  | 2                                      | 4                                      |
| 11                                     | 8. oktober                             | Capablanca                             | Aljechin                               | 0– 1                                   | 2                                      | 2                                      | -                                      | 28                                     | 10. november                           | Aljechin                               | Capablanca                             | ½ – ½                                  | 2                                      | 4                                      |
| 12                                     | 11. oktober                            | Aljechin                               | Capablanca                             | 1 - 0                                  | 2                                      | 3                                      | -                                      | 29                                     | 14. november                           | Capablanca                             | Aljechin                               | 1–0                                    | 3                                      | 4                                      |
| 13                                     | 12. oktober                            | Capablanca                             | Aljechin                               | ½ – ½                                  | 2                                      | 3                                      | -                                      | 30                                     | 16. november                           | Aljechin                               | Capablanca                             | ½ – ½                                  | 3                                      | 4                                      |
| 14                                     | 14. oktober                            | Aljechin                               | Capablanca                             | ½ – ½                                  | 2                                      | 3                                      | -                                      | 31                                     | 18. november                           | Capablanca                             | Aljechin                               | ½ – ½                                  | 3                                      | 4                                      |
| 15                                     | 15.oktober                             | Capablanca                             | Aljechin                               | ½ - ½                                  | 2                                      | 3                                      | -                                      | 32                                     | 22. november                           | Aljechin                               | Capablanca                             | 1 – 0                                  | 3                                      | 5                                      |
| 16                                     | 17. oktober                            | Aljechin                               | Capablanca                             | ½ – ½                                  | 2                                      | 3                                      | -                                      | 33                                     | 25. november                           | Capablanca                             | Aljechin                               | ½ – ½                                  | 3                                      | 5                                      |
| 17                                     | 18. oktober                            | Capablanca                             | Aljechin                               | ½ – ½                                  | 2                                      | 3                                      | -                                      | 34                                     | 26. november                           | Aljechin                               | Capablanca                             | 1 – 0                                  | 3                                      | 6                                      |

## Matchens partier
Aljechin havde forberedt sig grundigt til matchen ikke mindst mentalt, idet han han skiftede spillestil op til matchen. I stedet for sin sædvanlige angrebsstil, som havde vist sig utilstrækkelig i hans tidligere møder med Capablanca, spillede han afventende og positionelt for at slå til, når chancen bød sig.
Åbningsvalget i matchen var meget ensidigt, idet 32 ud af 34 partier fulgte den ortodokse variant i afslået dronninggambit.
Da Capablanca i sin karriere stort set aldrig tabte, var det bemærkelsesværdigt, da han tabte 11. og 12. parti lige efter hinanden.
Capablanca opgav 34. parti skriftligt til Aljechin og meldte afbud til den afsluttende banket. Her erklærede Aljechin, at han aldrig ville opgive London reglerne, men ingen senere VM-matcher blev spillet efter disse regler.

## Omkampen der aldrig kom
Selv om det var en del af aftalen, jf. London reglerne, gav Aljechin aldrig Capablanca muligheden for en omkamp. Pga. Depressionen, der fulgte børskrakket i 1929, blev det svært at rejse de 10.000 dollars, som var angivet i London reglerne, og dette brugte Aljechin til at afvise Capablancas ønske om en revanche. Derimod spillede Aljechin mod Bogoljubov uden samme betingelser. Aljechin gik så langt for at holde sig fri af en omkamp, at han stillede krav om 2.500 dollars for at stille op i en turnering, hvis Capablanca skulle være med, hvilket effektivt holdt cubaneren ude af store turneringer som San Remo i 1930 og Bled i 1931. Først i 1936, da Aljechin havde tabt verdensmestertitlen til Max Euwe, mødtes de igen, i turneringen i Nottingham.
Capablanca stoppede aldrig sine forsøg på at få revanche, det sidste forsøg gjorde han i 1940, hvor man nåede frem til en aftale om en match, men hvor Aljechin strandede i Europa pga. Tysklands besættelse af Frankrig.